# Castello di Niviano
Il castello di Niviano è un complesso fortificato che si trova nell'omonima frazione del comune italiano di Rivergaro, in provincia di Piacenza.
L'edificio è posto nell'alta pianura Padana, ai piedi dei primi rilievi collinari dell'Appennino ligure, nella bassa val Trebbia, sulla sponda destra del fiume Trebbia, in una posizione di controllo lungo caminus Genue, l'itinerario che permetteava il collegamento tra Piacenza e Genova.

## Storia
L'edificio medievale sarebbe stato edificato su fortificazioni preesistenti realizzate a fini difensivi nei pressi di Novellianus, toponimo citato anche nella tabula alimentaria traianea, stazione romana il cui nome derivava dal fatto di sorgere lungo la strada che risaliva la val Trebbia ad nonum milium, cioè a nove miglia, da Piacenza. Nel XII secolo il fortilizio apparteneva alla famiglia Malaspina, mentre a partire dal XIV secolo passò alla famiglia Landi di Rivalta che, pur con alcune interruzioni, tra cui una tra il 1438 e il 1448, quando l'edificio fu di proprietà della famiglia Piccinino, ne mantennero il possesso fino agli inizi del XIX secolo, quando il ramo famigliare si estinse alla morte del marchese Giuseppe Landi.
Il 4 luglio 1462 il castello fu l'epicentro di una rivolta condotta da un gruppo formato da circa 7 000 contadini piacentini i quali, in difficoltà per le richieste di pagamento di forti tributi, dopo aver ricevuto da parte del duca di Milano Francesco Sforza il diniego ad una richiesta che prevedeva l'alleggerimento del prelievo fiscale, assediarono il castello presso il quale alloggiava il commissario ducale Maleta. I rivoltosi, comandati da Onofrio Anguissola e Giacomo Pelizzari, detto il Pelloia, vennero però fermati da circa 500 tra fanti e cavalieri guidati da Ludovico III Gonzaga in una battaglia combattuta nei pressi di Grazzano Visconti, al termine della quale la gran parte dei ribelli venne catturata dalle truppe ducali e tratta in arresto a Piacenza dove, a gruppi di tre/quattro persone al giorno, vennero eseguite le condanne a morte per impiccagione; i due principali ispiratori della sollevazione, il Pelloia e l'Anguissola furono rispettivamente, costretto al suicidio e arrestato presso il castello di Montechiaro.
Nello stesso anno Caterina Landi, consorte di Giovanni Grossi, designò come erede del castello la figlia Ermellina, moglie di Gasparino Visconti, con la condizione che alla sua scomparsa l'edificio fosse ceduto all'ospedale grande di Piacenza. Nel 1490 il castello venne effettivamente ceduto da Ermellina Landi all'ospedale grande di Piacenza, tuttavia l'usufrutto dell'edificio rimase nelle mani della famiglia, nella persona di Corrado Landi di Rivalta.
Nel 1511 il possesso del forte fu spartito tra la prole del conte Manfredi Landi, tuttavia in seguito la proprietà fu riunificata, sempre sotto il ramo di Rivalta della famiglia Landi. Nel 1526 la fortificazione subì l'assalto dei Lanzichenecchi, mercenari al soldo dell'imperatore Carlo V. Il 15 gennaio 1565 il forte fu donato al conte Camillo Landi.
Durante il Risorgimento, nel 1859, vi si insediò il comando militare austriaco per prevenire un possibile attacco da parte delle truppe dell'esercito sardo stanziato a Bobbio.
Divenuto di proprietà privata, il castello è stato adibito ad azienda agricola.

## Struttura
L'edificio, realizzato in buona parte in laterizio, si trova in buone condizioni di conservazione e presenta caratteristiche che rispecchiano quelle dei castelli di pianura del Piacentino: si compone di un impianto rettangolare con quattro basse torri angolari cilindriche e i lati posti in corrispondenza dei quattro punti cardinali. Le torri si trovano in buono stato di conservazione, specialmente le due poste sul lato occidentale, e sono dotate di coronamento, realizzato al posto dell'originaria merlatura medievale, a finestrelle ad arco scemo particolarmente basso; tra le finestrelle si trovano tratti di muratura.
Il lato settentrionale, il cui aspetto è rimasto fedele a quello originale, è il più importante ed è dotato di una piccola torre con funzione d'ingresso, mentre dell'originario doppio ponte levatoio, carrabile e pedonale, rimangono solo le sedi dei bolzoni. Negli altri tre lati si notano porzioni delle cortine, realizzate in mattoni e parzialmente inglobate da edifici agricoli.